# Abrothrix manni
Abrothrix manni és una espècie de mamífer rosegador de la família dels cricètids. Viu a Xile i l'Argentina. Té una llargada de cap a gropa de 107 mm, la cua de 83 mm, les potes posteriors de 25 mm, les orelles de 14 mm i un pes de fins a 28 g. Com que fou descoberta fa poc, l'estat de conservació d'aquesta espècie encara no ha estat avaluat formalment. L'espècie fou anomenada en honor del zoòleg xilè Guillermo Mann.